# Roland Persfjord
Karl Lars Roland (Rålamb) Persfjord (Pettersson), född 22 februari 1940 i Ludgo, Nyköpings västra församling, Södermanlands län, död 5 maj 2006 i Stora Kopparbergs församling, Kopparbergs län, var en svensk präst.
Persfjord var son till Karl Hilding Pettersson och Hanna Ingrid Linnéa Isaksson.
Roland Persfjord blev teologie kandidat vid Lunds universitet, prästvigdes i Strängnäs stift 1966 och fick sin första prästtjänst i Näshulta församling där han blev komminister 1969. Han blev kyrkoherde i Husby-Rekarne församling 1971 och slutligen kyrkoherde i Falu Kristine församling 1977. Efter ha genomgått en längre tids konvalescens från en allvarlig sjukdom avgick Persfjord från sin kyrkoherdetjänst 1998. Men han fick personlig kyrkoherde av domkapitlet i Västerås stift och fortsatte sin prästgärning främst i Leksands pastorat. Persfjord var 2002-2005 ordförande i kyrkorådet i Stora Kopparbergs församling och under samma period var han ledamot av kyrkomötet.